# Cristina Almici
Cristina Almici (Brescia, 26 giugno 1969) è una politica italiana.

## Biografia
Nata a Brescia, vive a Bagnolo Mella con il marito. 
Dopo il diploma in ragioneria, nel 1996 si laurea in Economia Aziendale presso l’Università degli Studi di Brescia, intraprendendo poi la professione di dottore commercialista e revisore legale presso numerosi enti pubblici e privati.

## Attività politica
Intraprende la propria carriera politica con Forza Italia presso il suo Comune di residenza, dove alle elezioni comunali del 2001 è candidata sindaco per la coalizione di centrodestra, ma ottiene il 45,59% ed è sconfitta dallo sfidante di centrosinistra Giuseppe Panzini (54,41%), diventando capogruppo consiliare della minoranza. Viene riconfermata consigliere nel 2006. 
Dopo essere stata candidata senza successo alle elezioni provinciali del 2009 nel collegio Manerbio-Pontevico per il Popolo della Libertà, alle elezioni comunali del 2011 viene eletta sindaco di Bagnolo Mella per il centrodestra con il 49,20% dei voti, venendo riconfermata nel 2016 con il 51,93%. 
Nel 2018 lascia Forza Italia e aderisce a Fratelli d'Italia, nelle cui liste è candidata alle elezioni regionali per la provincia di Brescia, ottenendo 2.032 preferenze e non conseguendo il seggio. Nel 2019 viene eletta consigliere della provincia di Brescia per la lista "Centrodestra in Provincia" con 3.791 voti ponderati, mentre nel 2021, non ricandidatasi a sindaco di Bagnolo Mella, viene eletta consigliera comunale con 825 preferenza ed è nominata vicesindaco nella giunta sostenuta da Fratelli d'Italia e Unione di Centro e presieduta da Pietro Sturla. 
Alle elezioni politiche del 2022 viene eletta deputata nel collegio plurinominale Lombardia - 03 nelle liste di Fratelli d’Italia.

## Procedimenti giudiziari
Nel 2019, allora sindaca, viene iscritta nel registro degli indagati dalla Procura di Brescia, il reato ascrittole era quello di abuso d’ufficio. Nel novembre 2020 viene prosciolta da ogni accusa.